# Mouse Trouble
Mouse Trouble es un cortometraje animado de la serie Tom y Jerry, estrenado el 23 de noviembre de 1944 por Metro-Goldwyn-Mayer. Fue producido por Fred Quimby y dirigido por William Hanna y Joseph Barbera, con la supervisión musical de Scott Bradley (la música está basada en la popular canción de jazz "All God's Children Got Rhythm") y animación de Ray Patterson, Irven Spence, Kenneth Muse y Pete Burness. El corto ganó el Óscar al mejor cortometraje animado de 1944, siendo el segundo de Tom y Jerry.

## Trama
El cortometraje empieza cuando un cartero deja en el buzón de Tom un paquete que tiene en su interior un libro que trata sobre cómo cazar a un ratón. Tom abre el paquete y empieza a leer el libro, intentando seguir sus instrucciones; sin embargo, la astucia de Jerry hará que Tom acabe cayendo en sus propias trampas, ya que el ratón logra escapar en cada intento:
- Capítulo I: Primero... localiza al ratón: Tom empieza a leer el libro y descubre a Jerry, justo bajo su nariz, leyendo la misma página que él. Cuando Tom intenta agarrar a Jerry, éste se escabulle por debajo del libro, lo cierra en la cara del gato y se escapa a su agujero.

- Capítulo II: Luego... intenta la simple trampa de ratón: Tom intenta usar una trampa de ratón, probando primero con un pétalo el cual, al caer en la trampa, hace que salte el estrangulador de la misma. Una vez puesta como al principio, Tom pone un trozo de queso en el estrangulador de la trampa con el fin de atraer a Jerry, quien sale de su agujero al olor del queso. Tras un pequeño esfuerzo, Jerry logra sacar el queso de la trampa, comérselo en el mismo estrangulador de la trampa y meterse, nuevamente, en su agujero saltando desde el estrangulador como si fuera un trampolín. Atónito a esto, Tom toca la trampa la cual le atrapa el dedo.

- Capítulo III: Una trampa de cepo nunca falla: Tom instala la trampa (que consiste en una soga) alrededor de un trozo de queso. Jerry sólo sustituye el queso por un tazón de crema, y Tom termina cayendo en su propia trampa, ya que Jerry desata la soga y acaba atrapando al gato, llevándolo hasta un árbol por el cuello.

- Capítulo IV: Un ratón curioso es fácil de atrapar: Tom intenta que Jerry se acerque leyendo el libro y riendo estrepitosamente. El curioso ratón sale de su agujero y trata de leer el libro, pero Tom aleja el libro de él. Finalmente, Jerry logra ponerse en medio del libro y Tom atrapa a Jerry cerrando el libro. Tom, entonces, coge a Jerry, pero ve cómo Jerry mira algo (en realidad, lo que hace el ratón es disimular). Tom intenta que Jerry le enseñe lo que, supuestamente, está mirando pero el ratón se niega en un principio; finalmente, Jerry permite a Tom que mire, pero cuando éste tiene cerca la cara del gato, el ratón le da un puñetazo a Tom en el ojo y escapa hacia una esquina.

- Capítulo V: Un ratón arrinconado nunca pelea: Tom persigue a Jerry hasta la esquina. Luego de leer el capítulo, Tom se abalanza sobre Jerry. Se oyen ruidos, se ven muebles saltar por los aires y aparece Tom bastante maltrecho diciendo "No se lo crean nada" ("Don't you believe it").

- Capítulo VII: Intenta la cacería científica: Tom usa un estetoscopio para oír a Jerry a través de las paredes. Cuando Tom escucha a Jerry a través de los latidos de su corazón, Jerry traga un pedazo de queso y Tom atrapa, nuevamente, a Jerry. Sin embargo, el ratón consigue escapar gritando en el estetoscopio y dejando casi sordo a Tom. El gato introduce una escopeta al agujero pero la mira se devuelve hacia su cabeza. Sin darse cuenta, Tom aprieta el gatillo y, al dispararse el arma, Tom se queda medio calvo, por lo que se coloca una especie de peluquín naranja.

Después, Tom introduce una trampa para osos en el agujero de Jerry  pero éste saca el cepo por el otro agujero. Sin darse cuenta, Tom se sienta sobre ella y la trampa lo atrapa, elevándolo hasta el techo de la casa, en el cual, Tom queda con la cabeza incrustada.
Tras esto, Tom coge una especie de mazo e intenta golpear a Jerry, pero el ratón le quita el mazo y golpea a Tom.
- Capítulo IX: Envíele un paquete sorpresa: Tom se esconde dentro de una gran caja de regalos y golpea la pared. A esto, sale Jerry y ve el paquete y lo golpea. Como no tiene respuesta comienza a meter alfileres a través de la caja. Ignorando los gritos de Tom, Jerry se dispone a partir la caja en dos con un serrucho. Jerry mira dentro de la caja con terror y muestra un cartel que dice "¿Hay un médico en casa?" ("Is there a doctor in the house?").

- Capítulo XII: Los ratones enloquecen por las mujeres: Tom, cubierto en vendajes, utiliza un ratón de juguete que repite "hola muñeco" ("Come up and see me some time"). Tom trata de utilizar ese juguete para atraer a Jerry, quien sale de su agujero y, al ver a la ratoncita de juguete (sin saber Jerry que es un ratón mecánico), la toma del brazo y comienzan a caminar hasta una puerta que dice "hotel", siendo la puerta la boca abierta de Tom. Jerry se dispone a entrar, pero en esto, la muñeca da media vuelta; Jerry vuelve a tomarla del brazo y deja que el ratón mecánico entre primero, por lo que Tom se lo traga.

El gato sufre un ataque de hipo y se puede oír la voz del juguete cada vez que lo hace, diciendo "hola muñeco". Tom, tomando un espejo, se mira la boca y ve cómo se le cae un diente.
Molesto por haber fallado en cada capítulo del libro, Tom rompe el libro, y todavía se escucha la frase del ratón mecánico "hola muñeco". Mientras suena la frase dentro de Tom, éste llena la habitación de dinamita. Jerry se asoma pero Tom hace que Jerry vuelva a su agujero al ponerle dinamita en el mismo. Tom, tras encender la mecha, provoca una gran explosión, por lo que toda la casa queda demolida, salvo el agujero de Jerry, que es lo único que sobrevive de la casa. Tras esto, se ve caer el peluquín de Tom como un pétalo y a Tom sentado en una nube ascendiendo al cielo como un ángel mientras se oye la frase "hola muñeco" una y otra vez.
- Datos: Q1156484